# Ma sœur (film)
Pour les articles homonymes, voir Ma sœur.
Pour plus de détails, voir Fiche technique et Distribution.
Ma sœur est un film égyptien, réalisé par Henri Barakat en 1971.

## Synopsis
Hassan est un jeune ingénieur encore célibataire. Un soir il rencontre Sawsan, une jeune femme très libre. Il en tombe amoureux. 
Cependant, quelque temps après, Hassan est muté en Haute-Egypte. L’isolement lui pèse malgré la sympathie que lui manifestent ses voisins, un vieux couple d’origine grecque. Heureusement, Sawsan accepte de le rejoindre. Mais pour ne pas choquer la population locale, elle se fait passer pour sa sœur. 
Au début, tout va pour le mieux. Sawsan est tout de suite acceptée par les femmes de la petite ville. Mais très vite, les rumeurs et les ragots transforment la vie des deux tourtereaux en un véritable enfer. 

## Fiche technique
- Titre : Ma soeur
- Titre original : أختي
- Réalisation : Henri Barakat
- Scénario : Ehsan Abd El Kodos
- Direction artistique : Helmy Azab
- Photographie : Abdel Halim Nasr
- Montage : Nadia Shokry, Zainab Wahby et Huda El Mahdiyya
- Production : Ramses Naguib

## Casting
- Naglaa Fathi : Sawsan
- Mahmoud Yassine : Hassan
- Samir Sabri : Ezzat
- Zizy Moustafa : Samira
- Mohamed Khairy : Khaled
- Madiha Kamel